# Katedra historie Fakulty přírodovědně-humanitní a pedagogické Technické univerzity v Liberci
Katedra historie je jednou z kateder Fakulty přírodovědně-humanitní a pedagogické Technické univerzity v Liberci. Vznikla v roce 1991 jako katedra dějepisu z iniciativy Rudolfa Anděla. Jejím současným vedoucím je Jaroslav Pažout.
Katedra pořádá od roku 1991 každoroční seminář Česko-slovenské vztahy, od roku 2001 se podílí na katalogizaci starých a vzácných tisků z fondu Krajské vědecké knihovny v Liberci, od roku 2010 vydává recenzované periodikum Fontes Nissae - Prameny Nisy zabývající se historií, památkami a uměním Libereckého kraje. Na obsahu Fontes Nissae se dále podílí Krajská vědecká knihovna v Liberci, Městské muzeum v Železném Brodě, Národní památkový ústav, územní odborné pracoviště v Liberci, Oblastní galerie Liberec, Severočeské muzeum v Liberci, Státní okresní archiv Jablonec nad Nisou a Státní okresní archiv Liberec.
Z iniciativy studentů katedry vzniklo v roce 2013 Sdružení historiků ČR, regionální pobočka Liberec.
Katedra zajišťuje výuku tříletých bakalářských programů:
- Dějepis se zaměřením na vzdělávání,
- Historická a muzeologická studia.

V navazujícím dvouletém magisterském studiu pak zajišťuje  studijní programy:
- Učitelství pro 2. stupeň ZŠ – Dějepis,
- Učitelství pro střední školy – Dějepis,
- Historie.

## Významní členové katedry
- Rudolf Anděl, český historik
- Jaroslav Čechura, profesor, český historik, specializující se na novověké sociální dějiny
- Robert Kvaček, profesor, český historik specializující se na období 19. a 20. století
- Jan Rychlík, český historik, odborník na moderní dějiny slovanských národů